# Fred Tackett
Fred Tackett, (* 30. srpna 1945) je americký kytarista, zpěvák, hráč na mandolínu a trubku. V sedmdesátých letech spolupracoval se skupinou Little Feat, oficiálním členem je však až od roku 1987. V současné době také vystupuje v duu Paul and Fred s Paulem Barrere. Podílel se také například na albech Roda Stewarta, Boba Dylana, Boz Scaggse nebo Jacksona Browne a mnoha dalších.

## Sólová diskografie
- In a Town Like This 2003
- Silver Strings 2010